# Kočići
 Kočići  (olaszul: Milessi) falu Horvátországban, Isztria megyében. Közigazgatásilag  Višnjanhoz tartozik.

## Fekvése
Az Isztria középső részén, Pazintól 16 km-re északnyugatra, községközpontjától 1 km-re északkeletre fekszik.

## Története
A településnek 1880-ban 28, 1910-ben 42 lakosa volt. Az első világháború után a rapallói szerződés értelmében Isztria az Olasz Királysághoz került. A második világháború után Jugoszlávia része lett. Jugoszlávia felbomlása után 1991-ben a független Horvátország része lett. 2011-ben 12 lakosa volt.

## Lakosság
| Lakosság változása | Lakosság változása | Lakosság változása | Lakosság változása | Lakosság változása | Lakosság változása | Lakosság változása | Lakosság változása | Lakosság változása | Lakosság változása | Lakosság változása | Lakosság változása | Lakosság változása | Lakosság változása | Lakosság változása | Lakosság változása |
| ------------------ | ------------------ | ------------------ | ------------------ | ------------------ | ------------------ | ------------------ | ------------------ | ------------------ | ------------------ | ------------------ | ------------------ | ------------------ | ------------------ | ------------------ | ------------------ |
| 1857               | 1869               | 1880               | 1890               | 1900               | 1910               | 1921               | 1931               | 1948               | 1953               | 1961               | 1971               | 1981               | 1991               | 2001               | 2011               |
| 0                  | 0                  | 28                 | 57                 | 46                 | 42                 | 0                  | 0                  | 32                 | 26                 | 29                 | 29                 | 20                 | 20                 | 18                 | 12                 |